# Мовісти
Справа «Мовістів» — репресивна справа проти української антирадянської підпільної повстанської організації «Спілка визволення селян» та інших верств населення, яку вели органи НКВС на Чернігівщині у 1932-1937 роках. В основі справи лежали дані щодо реальної організації, створеної комсомольцями села Будище в Городнянському районі, але пізніше слідчі НКВС приписували до неї непов'язаних людей з різних місцевостей Чернігівської області.
Публіцист Роман Круцик вважає масштаби організації, що їх наводять чекісти, відображенням реальної потужності організації. Натомість історик Тамара Демченко зазначає, що ресурси будищенської «Спілки визволення селян» були невеликими й обмежувалися таємними зібраннями та підготовкою програми та листівок.
Кількість репресованих за справою «мовістів» за довідкою НКВС за травень 1937 року складала 608 осіб, з яких 23 було страчено, а інша частина була направлена у табори. За даними Демченко слідством виявлено 1044 особи, до складу яких потрапили «соціально чужі люди», зокрема дворяни, колишні офіцери та службовці, діячі українського руху, соціалісти з інших партій тощо.